# Бараши (Житомирская область)
Бараши́ (укр. Бараші) — село в Звягельском районе Житомирской области Украины.

## Географическое положение
Находится в 56 км северо-восточнее районного центра города Звягель, в 85 км от Житомира. 
В центре Барашей находится городище площадью 0,6 га.

## История
Первое документальное упоминание селения Бараши в документе за 1566 год — "Опись границ Киевского воеводства". Статус селения (село, местечко) неопределен — входило в состав Звягельской волости. 
Являлось центром Барашевской волости Житомирского уезда Волынской губернии
Население по переписи 2001 года составляло 2032 человека.

## Известные уроженцы и жители
- Войтковский, Иосиф Карлович (род. 1920) — советский танкист, участник Великой Отечественной войны, полный кавалер Ордена Славы. Председатель Барашинского сельсовета (с 1969), член бюро райкома Компартии Украины.
- Шевчук, Василий Андреевич (род. 1932) — украинский писатель и поэт.

## Местная власть
11255, Житомирская область, Звягельский р-н, с. Бараши, ул. Героев Майдана, 10, тел. 61-1-52.